# Matt Bentley
Matthew James "Matt" Bentley (10 de diciembre de 1979), más conocido por su nombre artístico "Michael Shane", es un luchador profesional estadounidense conocido por su trabajo en la Total Nonstop Action Wrestling (TNA). Ha sido entrenado por su primo, Shawn Michaels y usa el movimiento final característico de su primo, una Superkick.

## Carrera

### Inicios
Entrenado por Shawn Michaels en la Texas Wrestling Academy, Bentley trabajó brevemente en la ECW desde octubre del 2000 hasta que se fue a la quiebra, el 13 de enero de 2001. Bentley participó en Ring of Honor, empezando un feudo con , derrotándole en su primer encuentro, perdiendo en una lucha por saber quién era el luchador del año y ganando una lucha paga conseguir el apodo de "showstopper".
Tras irse de ROH, trabajó durante 3 meses en Major League Wrestling, luchando contra Norman Smiley, Homicide y luchó junto a CM Punk contra Norman Smiley y Raven.

### Total Nonstop Action Wrestling (2003-2007)

#### 2003-2004
Bentley se unió a la TNA en el 2003. Compitió en la X Division, siendo derrotado por Chris Sabin en una lucha por el Campeonato de la División X, con Kazarian como árbitro especial, empezando un feudo con éstos, derrotándoles en el primer combate Ultimate X, ganando el Campeonato de la División X.  
Empezó feudos contra Jerry Lynn, contra el que retuvo su título en dos ocasiones y contra Christoper Daniels y Chris Sabin, reteniendo el título frente al primero y frente a los dos en una Triple Threat Match.
Bentley formó un stable con Shane Douglas y Traci conocido como The New Franchise, teniendo un feudo contra Sonjay Dutt y Chris Sabin, reteniendo otra vez el título frente a Sabin, perdiendo su título en enero del 2004 ante Chris Sabin en Ultimate X2, derrotando a Chris Daniels, Low Ki y Michael Shane. Tuvo su combate de revancha más tarde, pero perdió ante Sabin, quién retuvo el campeonato. Luego fueron derrotados por Low Ki y Daniels en el torneo por el Campeonato por Parejas de la TNA.
Tras esrto, The New Franchise se disolvió cuando Bentley y Tracy traicionaron a Douglas después de perder contra Daniels. En junio, A.J. Styles volvió a la X División y ganó a Michael Shane, Elix Skipper y Chris Sabin, siendo el contendiente N.º 1 por el Campeonato de la División X, ganándolo tras derrotar a Kazarian. Más tarde lucharían AJ Styles, Chris Sabin, Amazing Red, Chris Daniels, Kazarian, Michael Shane por el título, logrando retenerlo Styles. Para expulsar a Styles de la X Division, Bentley y Traci formaron un equipo con Kazarian, informalmente conocido como Shazarian, una mezcla de sus nombres derrotando en combates por equipos a Amazing Red y Chris Sabin y a Shark Boy y D-Ray 3000 y lucharon contra Styles la misma noche en combates separados, ganándole cada uno. El 28 de julio de 2004, Bentley y Kazarian derrotaron a Styles en un combate Ultimate X cuando ambos cogieron el campeonato, nombrándose cocampeones. Perdieron el título en un combate Gauntlet for the Gold dos semanas más tarde. Shazarian se separó cuando Kazarian dejó la TNA y fimró con la WWE, en el 2005.

#### 2005-2007

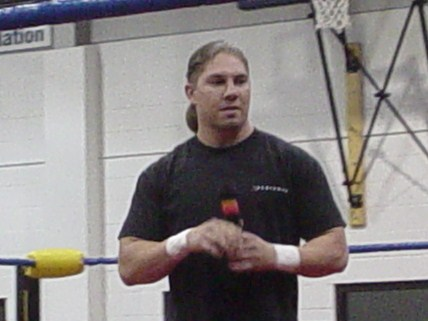
Bentley en un evento de la NWA Cyberspace.

Traci dejó poco después a Bentley en el 2005, siendo el asistente del Director de Autoridad Dusty Rhodes y, poco después, se unió a Chris Sabin. Empezó un feudo con Bentley y Trinity, quien era el valet de Matt. Se enfrentaron en Hard Justice, acabando con la traición de Traci hacia Sabin, dando la victoria a Bentley tras una Superkick, reuniéndose de nuevo Traci y Matt.
Más tarde, Bentley fue forzado a dejar de usar el alias de "Michael Shane", el cual había usado durante toda su carrera, por una acción legal de la WWE, ya que el luchador Mike Shane había registrado el nombre, cosa que Bentley no había hecho Después de acortar su nombre a  Michael, Bentley decidió usar su nombre real.
Después de desaparecer de la TV debido a tener negociaciones acerca de su contrato y unas peleas en la División X, Bentley y Traci cambiaron a face, principalmente por el público, que estaban haciendo el Bentley Bounce al mismo tiempo. En febrero del 2006, en una edición de Xplosion, Bentley y su compañero Lance Hoyt no tuvieron buen comunicación en su pelea frente a Diamonds in the Rough. Después de la lucha, Bentley atacó a Hoyt, cambiando a heel. La siguiente semana en una entrevista con Bentley, anunció que él era una persona independiente, siendo llamado desde entonces Maverick Matt. Peleó en unos combates de parejas de tres, perdiendo siempre, desapareciendo de la TV durante los siguientes 4 meses. Volvió el 20 de julio en una edición de iMPACT!, haciendo equipo con Frankie Kazarian, quien había vuelto la semana previa, perdiendo ante The Naturals.
El 26 de octubre, en una  edición de iMPACT!, Bentley apareció en la sección "Raven's Perch", debutando con un look gótico. Semanas después, Bentley y Kazarian, junto a Johnny Devine, formaron un equipo llamado Serotonin, con  Raven como su líder. Como parte del nuevo grupo, Bentley cambió su nombre a  Martyr, llevando un look de roquero. Con su nuevo look no ganaría muchos combates y si ganara, Raven intervenía, para hacer que Martyr se pusiera a sus rodillas y empezaba a pegarle a él y a sus amigos con un palo de kendo. En agosto del 2007, su contrato con la TNA expiró y no fue renovado.

### World Wrestling Entertainment (2008)
Matt Bentley apareció en Smackdown el 4 de abril, perdiendo contra el debutante Vladimir Kozlov.

## En lucha
- Movimientos finales y de firma
  - Head On Collision / Sweet Shane Music (Superkick)
  - Picture Perfect Elbow Drop (Diving elbow drop)
  - Backbreaker drop
  - Leg hook DDT
  - Bridging Northern Lights suplex
  - Arm drag
  - Inverted atomic drop
  - German suplex
  - Belly to belly suplex
  - Half Nelson choke
  - Suicide dive

## Campeonatos y logros
- CyberSpace Wrestling Federation
  - CSWF Cruiser X Championship (1 vez)

- Texas Wrestling Alliance
  - TWA Television Championship (1 vez)

- Total Nonstop Action Wrestling
  - TNA X Division Championship (2 veces) con Kazarian (1) como co-campeón
  - Match of the Year (2003) vs. Chris Sabin & Frankie Kazarian, 20 de agosto de 2003[10]
  - Memorable Moment of the Year (2003) The first Ultimate X match[10]
  - X Division Star of the Year (2003)[10]